# 普安站
普安站，位于中华人民共和国湖北省武汉市江夏区阳光大道，是武咸城际铁路上的火车站，于2013年12月28日启用营运，由中国铁路武汉局集团管辖。目前由于客流惨淡，本站不停靠。

## 車站周邊
- 武汉医药产业园
- 汤逊湖
- 江夏国平生态垂钓中心
- 武汉同心手外科医院

## 歷史
- 2013年12月28日通车启用。[3]

## 外部連結
- 中国铁路客户服务中心 （页面存档备份，存于）